# Daphne hendersonii
Daphne hendersonii är en tibastväxtart som beskrevs av Hodgkin, C.D. Brickell och B.Mathew. Daphne hendersonii ingår i släktet tibaster, och familjen tibastväxter. Inga underarter finns listade i Catalogue of Life.